# Fraunhofer-Institut für Chemische Technologie
Das Fraunhofer-Institut für Chemische Technologie (ICT), auch in der Kurzbezeichnung „Fraunhofer ICT“ genannt, ist eine Einrichtung der Fraunhofer-Gesellschaft zur Förderung der angewandten Forschung e. V. Das Institut hat seinen Sitz in Pfinztal im Ortsteil Berghausen, seine Aktivitäten sind der angewandten Forschung und Entwicklung im Fach der Ingenieurwissenschaften auf dem Gebiet der Wehrtechnik und der Umwelttechnik zuzuordnen.

## Geschichte
Das Fraunhofer ICT ist entstanden aus dem „Labor für Raketenfesttreibstoffe“, das in den 1950er Jahren in der damaligen Technischen Hochschule Karlsruhe angesiedelt war und von Karl Mayer, einem anerkannten Explosivstoff-Fachmann, geleitet wurde. In diesem Labor wurden Forschungsarbeiten für das 1955 neu gebildete Verteidigungsministerium durchgeführt.
Im Jahr 1959 folgte die Gründung des „Instituts für Chemie der Treibstoffe“ der Fraunhofer-Gesellschaft. Mit 20 Mitarbeitern finanzierte sich das Fraunhofer ICT zunächst über die Projektforschung des Verteidigungsministeriums auf dem Gebiet der Raketenfesttreibstoffe. Später erweiterte das Institut seine Forschungsgebiete um Sprengstoffe und um Rohrwaffentreibmittel. Im Jahr 1962 wurde das Institut umbenannt in „Institut für Treib- und Explosivstoffe“ und 1988 bekam es den heutigen Namen „Fraunhofer-Institut für Chemische Technologie“, nachdem sich das Institut aus der anfangs rein wehrtechnischen Ausrichtung auch für die zivile Vertragsforschung öffnete.
Für den zivilen und verteidigungsbezogenen Forschungssektor wurden hochmoderne Labor- und Technologiehallen erbaut, um in den Kernkompetenzen den Anforderungen gerecht werden zu können.
Im Februar 2009 wurde mit der Projektgruppe Funktionsintegrierter Leichtbau (FIL) eine Außenstelle in Augsburg gegründet. Von Anfang 2015 bis Mitte 2016 war die Projektgruppe ein Institutsteil des ICT. Im Augsburg Innovationspark entstand ein Neubau, der im Mai 2013 feierlich  eröffnet wurde. Zum 1. Juli 2016 nahm die Projektgruppe FIL des Fraunhofer ICT und die ebenfalls in Augsburg angesiedelte Projektgruppe Ressourceneffiziente mechatronische Verarbeitungsmaschinen (RMV) des Fraunhofer IWU gemeinsam mit der Arbeitsgruppe Gießereiwesen des utg der Technischen Universität München (TUM) als Fraunhofer-Einrichtung für Gießerei-, Composite- und Verarbeitungstechnik IGCV in Augsburg und Garching ihre Arbeit auf.

## Forschung
Fraunhofer ICT nennt sich selbst „Duales Institut“ mit Forschungsarbeiten im
zivilen als auch im verteidigungsbezogenen Bereich.
Die Aufgaben des Instituts sind aufgeteilt in die Kernbereiche
- Verteidigung, Sicherheit, Luft- und Raumfahrt
 Für diesen Bereich besteht kein offener Forschungsmarkt. Auftraggeber ist aufgrund der Thematik das Bundesministerium der Verteidigung. Zwar ist auch im Verteidigungsbereich in den nächsten Jahren von einer zunehmenden Europäisierung auszugehen, die wesentlichen Forschungsaufgaben werden im Hinblick auf Bewaffnung und Ausrüstung zunächst in nationaler Hand bleiben. Im Bereich der Explosivstofftechnik deckt das Institut den gesamten Bereich vom Rohstoff bis zum Prototyp ab. Hierzu zählen neue Explosivstoffe, Raketentreibstoffe, Rohrwaffentreibmittel, Sprengstoffe, Gasgeneratoren und Pyrotechnische Sätze.
- Automobil und Verkehr
 Ein dominierendes Thema hierbei ist zurzeit der Fahrzeugleichtbau. Neue Materialien, wie faserverstärkte Thermoplast-Verbundwerkstoffe erobern zunehmend Marktanteile im Bereich tragender und teiltragender Strukturen. Sie zeichnen sich durch ein hohes Leistungspotential aus und bieten gute Möglichkeiten zum stofflichen Recycling. Das Institut forscht intensiv im Bereich der Faserverbundwerkstoffe und der Polymerschaumtechnologie im Fachbereich Polymer-Engineering
- Chemie und Pharmazie
 Das Fraunhofer ICT betreibt von Anfang an umfassende Forschung auf den Gebieten Synthese und Verfahrenstechnik. Hierzu verfügt das Institut über ein breites und fundiertes Know-how in den Bereichen chemische Synthese und Reaktionstechnik, thermische und mechanische Verfahrenstechnik, Hochdrucktechnik, Prozesssimulation, Elektrochemie und Polymertechnik.
- Energie und Umwelt
 Am Fraunhofer ICT wird im Bereich Umwelt die Entwicklung von Konzepten und Verfahren in den Fachgebieten Umweltverfahrenstechnik, Kreislaufwirtschaft, Prozesssimulation, Mess- und Sensorentechnik sowie Analytik betrieben.
Insbesondere wird in einem Applikationszentrum in Pfinztal seit Ende September 2018 die Pufferung stark schwankender Windenergie einer 2 MW Windkraftanlage mit einer 20 MWh Redox-Flow-Batterie erforscht. Ziel ist es eine kontinuierliche Stromversorgung der Stromverbraucher zu den Hauptbedarfszeiten zu erreichen.[6]

In diesen Kernbereichen wird interdisziplinär und themenbezogen für bestimmte Branchen und Produkte geforscht und entwickelt. Interdisziplinär bedeutet in hier, dass Ingenieure, Chemiker und Physiker, Techniker und Laboranten aus unterschiedlichen Produktbereichen gemeinsam an einem Thema arbeiten. Die Abteilungsstruktur des Instituts ist gegliedert nach so genannten Kernkompetenzen:
- Energetische Materialien
 Hierbei handelt es sich um die Entwicklung und Charakterisierung von Explosivstoffen und explosivstoffhaltigen Systemen. Die Forschungs- und Entwicklungsaufgaben reichen von der chemischen Synthese und Verarbeitung von energiereichen Vorprodukten über die zugehörige Prozessentwicklung und Herstellungstechnik bis hin zur Herstellung von Rohprodukten, Kleinserien und Demonstratoren für militärische und zivile Anwendungen.
- Energetische Systeme
 Die Forschungsschwerpunkte liegen neben der Untersuchung von Rohrwaffentreibmitteln, Raketentreibstoffen und Sprengstoffen in der Entwicklung von situationsbezogenen Schutzsystemen, insbesondere auf Basis von Gasgeneratoren, bis hin zur Untersuchung und Bewertung von Sicherheitsrisiken und Unfallszenarien im industriellen und im öffentlichen Bereich.
- Polymer-Engineering
 Bearbeitet werden Projekte zur Entwicklung von Kunststoffbauteilen. Die Projektinhalte kommen dabei aus allen Bereichen der Kunststoffanwendungen, dem Automobilbau und Verkehr, der Verbrauchsgüterindustrie, der Luft- und Raumfahrt, der Chemie und Pharmazie, dem Verpackungsbereich, der Medizintechnik und dem Bauwesen.
- Umwelt-Engineering
 Um einen ökologisch und ökonomisch attraktiven Beitrag zur nachhaltigen Entwicklung zu leisten, werden umweltfreundliche Synthese-, Produktions- sowie Verwertungsverfahren entwickelt. Ein weiterer Schwerpunkt ist die Umweltqualifikation technischer Erzeugnisse.
- Angewandte Elektrochemie
 Dieser Bereich ist eine Querschnittstechnologie, die Palette ihrer Anwendungen zieht sich durch nahezu alle Industriebranchen. Batterien, Brennstoffzellen, elektrochemische Sensoren und Elektrokatalyse stellen die thematischen Schwerpunkte dar.

Das Fraunhofer ICT ist das einzige Explosivstoff-Forschungsinstitut in Deutschland, das den gesamten Entwicklungsbereich vom Labor über das Technikum bis zum System bearbeitet.

## Kooperationen
Das Fraunhofer ICT ist Mitglied im „Fraunhofer-Verbund Verteidigungs- und Sicherheitsforschung“ (VVS). In diesem Verbund haben sich sechs Fraunhofer-Institute zusammengeschlossen um ihre Forschungsaktivitäten im Bereich „Defense and Security“ zu koordinieren und die Zusammenarbeit zwischen diesen Einrichtungen und der wehrtechnischen Industrie zu fördern.
Weiterhin ist das Fraunhofer ICT Mitglied im „Fraunhofer-Verbund Werkstoffe, Bauteile“ (VWB). Dieser Verbund bündelt die Kompetenzen der zwölf materialwissenschaftlich orientierten Institute der Fraunhofer-Gesellschaft.
Im universitären Bereich besteht eine Kooperation mit dem Karlsruher Institut für Technologie, welches den Grundlagenforschungsbedarf des Fraunhofer ICT abdeckt.

## TheoPrax Zentrum am ICT
Das Fraunhofer ICT ist aktives Mitglied und einer der Gründer der TheoPrax-Stiftung. Diese wurde im Juni 2001 gegründet, um das Ausbildungsmodell „TheoPrax“ verstärkt anwenden, verbreiten und nutzen zu können. Stiftungszweck ist die Förderung von Wissenschaft und Forschung sowie der Aus- und Weiterbildung. Entstanden ist die Stiftung aus einem im Jahr 1996 entstandenen Netzwerk zwischen Schulen, Hochschulen und Firmen. Bundesweit sind zur regionalen Betreuung neben dem TheoPrax Zentrum am Fraunhofer ICT inzwischen 13 Kommunikationszentren in elf Bundesländern entstanden.
Die Lehr- und Lernmethode TheoPrax verbindet Theorie und Praxis im Studium durch Projekte, in denen Studierende konkrete Aufträge aus Industrie und Dienstleistung im Team bearbeiten. Ziel ist, im Rahmen der Bearbeitung eines Projektes die Arbeitswelt unter realen Bedingungen zu erfahren.

## Infrastruktur
Zum Ende des Jahres 2020 waren am Fraunhofer ICT 542 Mitarbeiter beschäftigt.
Der Betriebshaushalt des Fraunhofer ICT lag im Geschäftsjahr 2020 bei 41,5 Millionen Euro.
Von 2006 bis 2022 war Peter Elsner Leiter des Fraunhofer ICT. Seit 2021 ist Frank Henning Leiter des Instituts, anfangs noch zusammen mit Peter Elsner.